# Неакаликратийска стела
Неакаликратийската стела (на гръцки: Στήλη από τη Νέα Καλλικράτεια) е погребална релефна стела, датираща от 440 година пр. Хр. и изложена в Солунския археологически музей, Гърция. Стелата е сред шедьоврите на древногръцкото изкуство, най-старият и най-важният релеф, открит в Северна Гърция, и един от най-важните погребални паметници в Егейския свят.

## Оригинално местоположение
Стелата е открита в халкидическото градче Неа Каликратия.

## Описание
Стелата е изработена от мрамор, вероятно пароски, и запазва следи от рисуваната си украса. Стелата е споена от две части и е висока 1,55 m и широка 0,53 m.
Стелата е увенчана с фронтон и изобразява млада женска фигура със събрана коса и обърната надясно. Носи драпиран дорийски пеплос, отворен отстрани. С дясната си ръка повдига ръба на дрехата, за да разкрие тялото, с лявата държи щрилата на гълъб. Момичето е младо, тъй като женствените форми още не са добре оформени.
Въпреки плиткия релеф на фигурата художникът е успял точно да предаде тъгата по лицето на младата жена, както и анатомията на тялото със стеснението на рамото. Особено впечатление прави голямата глава на момичето. Това е чудесно, ритмично произведение на пароското изкуство, което напомня също толкова изящната Стела на Джустиниани в Стария музей в Берлин и малко по-младата Стела на момиче с гълъби № 27,45 в Музея на изкуството „Метрополитън“ в Ню Йорк. Авторът на Неакаликратийската стела може да се сравни със скулпторите, които са изваяли скулптурите на Партенона.
Темата на представлението е известна и от други надгробни плочи от V век пр. Хр. Сравнявайки релефа с други подобни творения на пароската работилница, която е много популярна заради качеството на своята художествена продукция, произведението може да бъде датирано в 440 г. пр. Хр.
- Стела на Джустиниани в Стария музей в Берлин, около 460 година пр. Хр., Парос
- Стела на момиче с гълъби № 27,45 в Музея „Метрополитън“ в Ню Йорк, около 450 – 440 година пр. Хр., Парос